# San Francesco d'Assisi a Ripa Grande (församling)
San Francesco d'Assisi a Ripa Grande är en församling i Roms stift, belägen i Rione Trastevere i sydvästra Rom och helgad åt den helige Franciskus av Assisi. Församlingen upprättades den 6 januari 1906 av påve Pius X genom den apostoliska konstitutionen Romanas aequabilius. 

Församlingen förestås av Franciskanorden.
Till församlingen San Francesco d'Assisi a Ripa Grande hör följande kyrkobyggnader:
- San Francesco d'Assisi a Ripa Grande, Piazza di San Francesco d'Assisi 88
- San Michele a Ripa, Via di San Michele 22
- Santa Maria del Buon Viaggio, Via del Porto di Ripa Grande 8
- Santa Maria dell'Orto, Via Anicia 10

## Institutioner inom församlingen
- Chiesa Rettoria San Michele a Ripa
- Chiesa Rettoria Santa Maria del Buon Viaggio
- Chiesa Rettoria Santa Maria dell'Orto
- Istituto "Teresa Spinelli"
- Pontificio Istituto di Studi Arabi e d'Islamistica
- Casa di Procura (Suore Agostiniane di Nostra Signora della Consolazione (O.S.A.))
- Casa di Procura (Suore della Sacra Famiglia – Urgell (S.F.U.))
- Casa di Procura (Suore di Santa Marcellina (Suore Marcelline) (I.M.))
- Casa Generalizia (Suore Francescane dei Poveri (S.F.P.))
- Casa per Ferie "Santa Rita" (Suore Agostiniane Serve di Gesù e Maria – Veroli (A.S.G.M.))
- Comunità (Oblate Apostoliche)
- Comunità (Suore Agostiniane Serve di Gesù e Maria – Veroli (A.S.G.M.))
- Istituto Orsoline di Maria Immacolata di Piacenza (Suore Orsoline di Maria Immacolata (O.M.I.))
- Studentato (Suore del Santo Volto (S.S.V.))
- Casa Provinciale (Figli dell'Immacolata Concezione (Concezionisti) (C.F.I.C.))
- Comunità (Missionari di San Carlo - Scalabriniani (Scalabriniani) (C.S.))
- Convento "San Francesco d’Assisi a Ripa Grande" (Ordine Francescano Frati Minori – Provincia Romana (O.F.M.))
- Curia Generalizia (Missionari di San Carlo – Scalabriniani (Scalabriniani) (C.S.))
- Curia Generalizia (Oblati di San Francesco di Sales (O.S.F.S.))
- Istituto Teologico Scalabriniano – Comunità S. Carlo (Missionari di San Carlo – Scalabriniani (Scalabriniani) (C.S.))
- Casa di Riposo «Sant’Egidio» – Comunità Alloggio ACAP
- Hospice «Santa Francesca Romana» in Trastevere
- Ospedale «Nuovo Regina Margherita»
- Arciconfraternita di Santa Maria dell'Orto
- Associazione Italiana Guide e Scouts d'Europa Cattolici (della Federazione dello Scautismo Europeo) – Aggregazione Ecclesiale
- Associazioni Cristiane Lavoratori Italiani – A.C.L.I. – Aggregazione Ecclesiale
- Congregazione di Nostra Signora della Misericordia di Savona – Aggregazione Ecclesiale
- Pia Associazione del Sacro Cuore di Gesù in Trastevere – Aggregazione Ecclesiale
- Società Operaia Cattolica Tiberina – Aggregazione Ecclesiale

## Kommunikationer
Den närmaste tunnelbanestationen är Circo Massimo 